# Spectroscopie RMN multidimensionnelle
 (décembre 2010).
Si vous disposez d'ouvrages ou d'articles de référence ou si vous connaissez des sites web de qualité traitant du thème abordé ici, merci de compléter l'article en donnant les références utiles à sa vérifiabilité et en les liant à la section « Notes et références ».
Dans la plupart des spectroscopies, l'obtention d'un spectre (c'est-à-dire d'une intensité en fonction d'une fréquence) se fait par exploration successive des différentes fréquences. La durée de l'enregistrement est limitée par la vitesse de balayage de ce spectre, compte tenu des artefacts que cela peut engendrer.
Dans le cas de la spectroscopie RMN, l'enregistrement de spectres peut se faire :
- soit dans le domaine de fréquences (RMN onde continue),
- soit dans le domaine des temps (RMN impulsionnelle par transformée de Fourier).

On doit à Richard R. Ernst, prix Nobel de Chimie 1991, la découverte de la RMN impulsionnelle. En onde continue, seule une partie des spins à la fréquence courante d'excitation contribue à un instant donné au signal. En RMN impulsionnelle, l'ensemble des spins est excité en même temps par une impulsion radiofréquence courte donc non sélective ; après celle-ci, le récepteur est ouvert et le signal de précession libre (FID en anglais) est mesuré et numérisé. Comme il contient les contributions d'un grand nombre de noyaux, son interprétation directe n'est pas possible.  En utilisant la transformée de Fourier, on calcule un spectre en fréquence formellement analogue au spectre obtenu classiquement par enregistrement onde continue.  
L'acquisition d'un spectre ne demande qu'une à deux secondes et en répétant l'expérience{\displaystyle N\,} fois, on augmente le rapport Signal/Bruit d'un facteur{\displaystyle {\sqrt {N}}}.

## RMN à deux dimensions
Le principe a été proposé de manière informelle par Jean Jeener au cours d'une conférence en Yougoslavie en 1973 et formalisé par l'équipe de Richard Enrst en 1976. 
La spectroscopie de corrélation vise à mettre en évidence l'existence d'une interaction nucléaire entre un spin A et un spin B par l'observation d'un signal ayant la fréquence de A (dans la dimension 1) et la fréquence de B (dans la dimension 2). "Pour comprendre cette notion, considérons une réaction chimique partant d'un produit A (rouge) et conduisant à un produit B (bleu) : on caractérise le produit de départ (couleur rouge), on laisse la réaction se produire et on caractérise le produit final (couleur bleue). La RMN à une dimension permet de voir la couleur des deux composés (sans établir de relations entre eux), la spectroscopie de corrélation (RMN à deux dimensions) nous informe que le produit rouge se transforme (interagit) en un produit bleu." [Quoi ?]